# Константин Савицки
Константин Аполонович Савицки (рус. Константи́н Аполло́нович Сави́цкий; 6. јун 1844 — 13. фебруар 1905) био је руски реалистички сликар.

## Биографија
Породица Савицког живела је у згради мушке гимназије у Таганрогу, где је његов отац радио као лекар. Савицки је у раном детињству показао интересовање за сликарство. Док је био са својим родитељима на Азовском мору, волео је да црта скице. Омиљен предмет у гимназији било му је цртање.
Када је Савицки био пети разред гимназије, живот му се неочекивано променио. Оба родитеља умрла су изненада. Константина је узео ујак под старатељство и одвео га да живи на територији данашње Летоније. Савицки је ту ишао у приватни интернат. 1862.године је завршио школовање и отишао у Санкт Петербургу, где је уписао краљевску академију уметности. Лични контакт са изванредним представницима руске културе као што су Иља Рјепин, Иван Шишкин, Виктор Васнецов, Марк Антоколски, Василиј Стасов, Николај Карамзин, имао је велики утицај на младог уметника.

## Галерија
- Поправка пруге (1874)
- Савицки је насликао медведе на слици Јутро у боровој шуми (1886).
- У рат (1888)